# Институт ядерных наук «Винча»
Институт ядерных исследований «Винча» — сербский научно-исследовательский институт, расположен в Белграде. Основан в 1948 году для реализации ядерной программы СФРЮ и для исследований в области физики, химии и биологии.

## История
Основатель Павле Савич, который с 1945 года работал вместе с советским академиком Петром Леонидовичем Капицей. После начала работы института основу его научного коллектива составили молодые учёные, недавно закончившие обучение. Значительную часть оборудования институт получил из-за границы в качестве репараций за ущерб, причинённый в годы Второй мировой войны. В 1968 году ядерная программа СФРЮ была закрыта и с тех пор «Винча» функционирует как несколько специализированных лабораторий, в частности две лаборатории вошли в структуру Института Михаила Пупина.
В институте находятся два реактора - РА и РБ. Тяжеловодный реактор РА был приобретён в СССР в 1955 году и был запущен в декабре 1959 года. В августе 1984 года он был временно остановлен. Решение о прекращении его работы было принято в 2002 году. Реактор РБ был спроектирован югославскими учёными в 1957 году, в 1958 начал работу.
В 2009 году стало известно о крайне плохом состоянии хранилища радиоактивных отходов. В 2010 году МАГАТЭ реализовало проект по их доставке в Россию для последующей переработки. При этом для охраны конвоя с отходами были задействованы тысячи полицейских.
В настоящее время в институте трудятся 750 человек, из которых 250 — доктора наук.
В 2024 году институт ядерных наук «Винча» награждён сербским Сретенским орденом II степени.

#### Авария на реакторе
15 октября 1958 года шестеро молодых исследователей в возрасте от 24 до 26 лет проводили эксперимент на реакторе, результаты которого один из студентов должен был использовать для дипломной работы. В какой-то момент они почувствовали сильный запах озона. Им потребовалось 10 минут, чтобы обнаружить источник, но к этому времени они уже получили большие дозы радиации, вследствие чего один из них вскоре умер. Остальным пяти была проведена первая в Европе трансплантация костного мозга.
Эта новость была ненадолго передана государственным агентством «Танюг», но затем сообщение об инциденте было замято. В качестве причины назывался тот факт, что государственная комиссия пришла к выводу, что причиной инцидента стала небрежность и недисциплинированность исследователей. Первое время пациенты лечились в Белграде под наблюдением доктора Васы Янковича. Благодаря личным связям директора института Павле Савича, который был сотрудником Ирен и Фредерика Жолио-Кюри, они были переведены в Институт Кюри в Париже.
В Париже их лечил онколог Жорж Матэ. Пятеро исследователей получили сильное облучение: Розанда Дангубич, Живота Вранич, Радойко Максич, Драшко Груич и Стиепо Хайдукович, а Живорад Богоевич получил малую дозу облучения. Матэ прооперировал всех пятерых, выполнив первую в истории успешную аллогенную трансплантацию костного мозга между неродственными пациентами.

## Утилизация радиоактивных отходов
В 1980-х годах отходы хранились под открытым небом. Затем отходы были перевезены в два ангара, H1 и H2, а земля была рекультивирована. До 1990 года в Винче хранились отходы со всей Югославии. В H2 также хранятся бочки с обеднённым ураном и DU-пулями — остатками боеприпасов, собранных в четырёх местах на юге Сербии после бомбардировок Сербии силами НАТО в 1999 году.
В августе 2002 году совместная российско-американская миссия изъяла из хранилища института  45 килограмм высокообогащённого урана, который должен был быть переправлен в Россию.
В 2009 году сообщалось, что бассейн для хранения ядерного топлива, содержащий большое количество радиоактивных отходов, находится в плохом состоянии.
В 2010 году 2,5 тонны отходов, в том числе 13 килограмм 80%-ного высокообогащённого урана, были перевезены из Винчи на перерабатывающий завод «Маяк». Это был крупнейший проект МАГАТЭ в области технического сотрудничества, и тысячи полицейских охраняли колонны.
Удаление ядерных отходов позволяет завершить вывод из эксплуатации оставшегося реактора АЭС «Винча».
В 2012 году был принят закон «О радиационной защите и ядерной безопасности». Он предусматривает, что максимум через 10 лет, т.е. к 2022 году, отходы Винчи должны быть перевезены в постоянное и безопасное хранилище. За это время был построен новый современный ангар Н3, но из-за юридических процедур и проблем с лицензированием он до сих пор закрыт. Хотя он задуман лишь как переходное помещение, где будут храниться переработанные отходы из Н1 до их транспортировки на постоянное место. Тем не менее, по состоянию на 2018 год в институте остаётся большое количество ядерных отходов, постоянное место не выбрано, а обработка и переработка отходов не ведётся.
Отходы в Винче имеют низкий и средний уровень радиоактивности, что означает, что они потенциально опасны для здоровья и безопасности жителей всей Сербии, а не только Белграда. Кроме того, после удаления всех радиоактивных отходов институт действительно может быть превращён в современный научно-деловой парк.

## Награды
- Сретенский орден II степени (2024)[11]

## В культуре
Событиям 1958 года посвящён художественный фильм «Хранители формулы».